# Elmer Sopha
Pour les articles homonymes, voir Sopha.
Elmer Walter Sopha  (18 avril 1924-4 janvier 1982) est un homme politique provincial canadien de l'Ontario. Il représente Sudbury à l'Assemblée législative de 1959 à 1971.

## Biographie
Né à Cobalt dans le nord de l'Ontario, Sopha sert dans la Marine royale canadienne. Diplômé en droit de l'Université de Toronto en 1953, il est nommé au Barreau de l'Ontario en 1955 et au Queen's Counsel en 1965.

## Politique
Élu député du libéral de Sudbury en 1959, il est réélu en 1963 et 1967.
Nommé The Northern Gadfly (Le taon du Nord) par les médias du sud de l'Ontario, il est considéré comme l'un des plus grands orateurs de la politique ontarienne de cette époque. Avec Leo Troy (en), ils seront les deux seuls députés à voter contre l'adoption du drapeau ontarien actuel. Il argumenta que ce drapeau représente trop l'impérialisme britannique et peu la diversité culturelle représenté par la communauté Franco-ontarienne, très présente dans sa circonscription.
En 1965, il dénonce en chambre le présentateur de nouvelles de la CBC Earl Cameron (en) pour avoir compromis son objectivité en apparaissant dans un commercial de pâte à dent.
S'opposant vivement à Charles Templeton lors de la course à la chefferie du parti libéral en 1966 pour remplacer Andy Thompson (en), malgré le fait qu'il ait endossé sa candidature en 1964. Il commente alors qu'endosser Templeton avait été une erreur et que les fonds amassés par Sopha pour Templeton n'avaient jamais reconnus par ce dernier.
Ne se représentant pas en 1971, il sert dans les bureaux du Barreau de l'Ontario de 1971 à 1975. Il tente de revenir en politique en 1975  dans Sudbury et en 1981 dans Nickel Belt
Il meurt durant des vacances à Phoenix en Arizona en 1982.